# Karpaten-Felsenblümchen
Das Karpaten-Felsenblümchen (Draba lasiocarpa), auch Raufrüchtiges Felsenblümchen genannt, ist eine Pflanzenart aus der Gattung der Felsenblümchen (Draba) in der Familie der Kreuzblütengewächse (Brassicaceae).

## Beschreibung

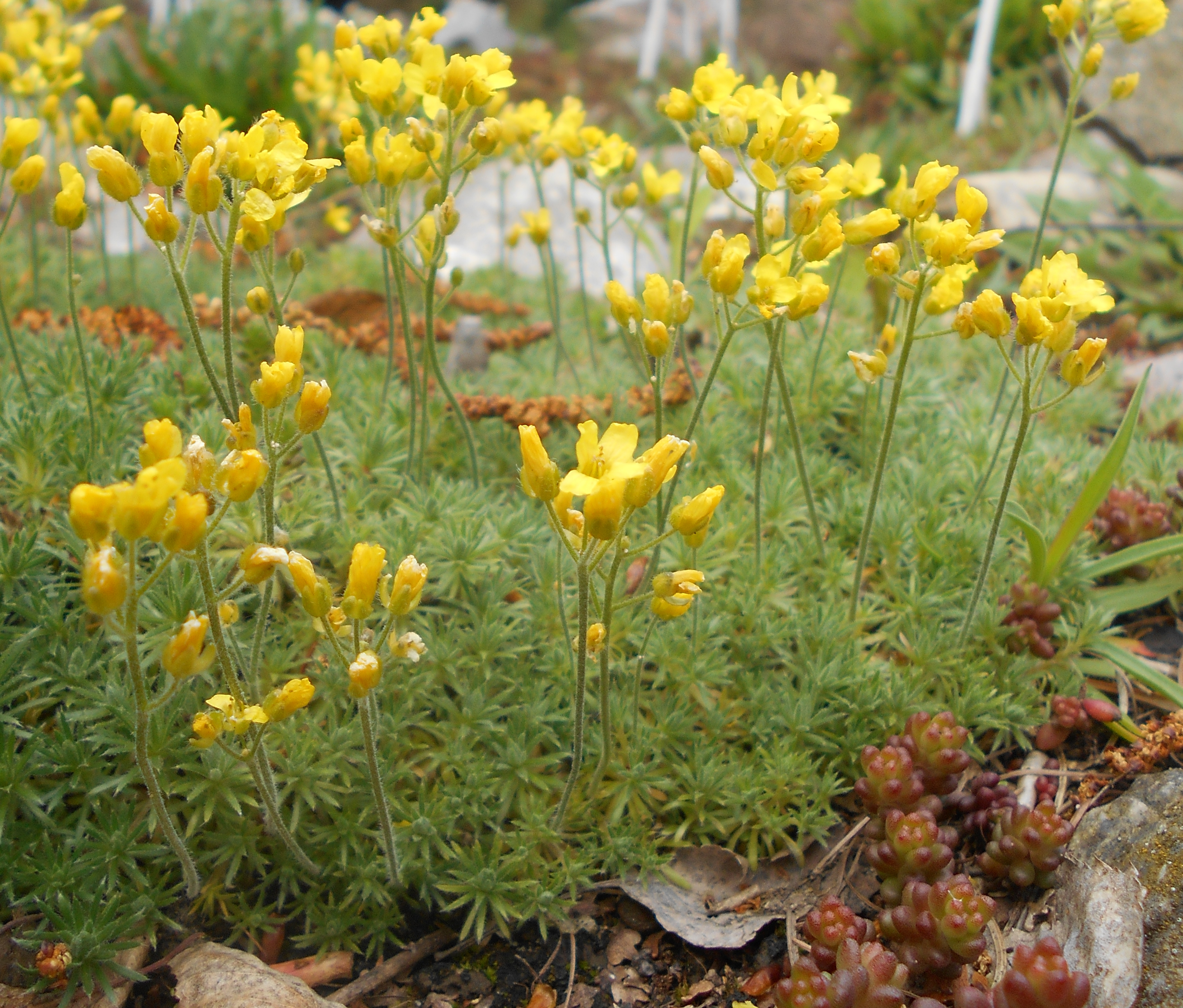
Habitus und Blütenstände

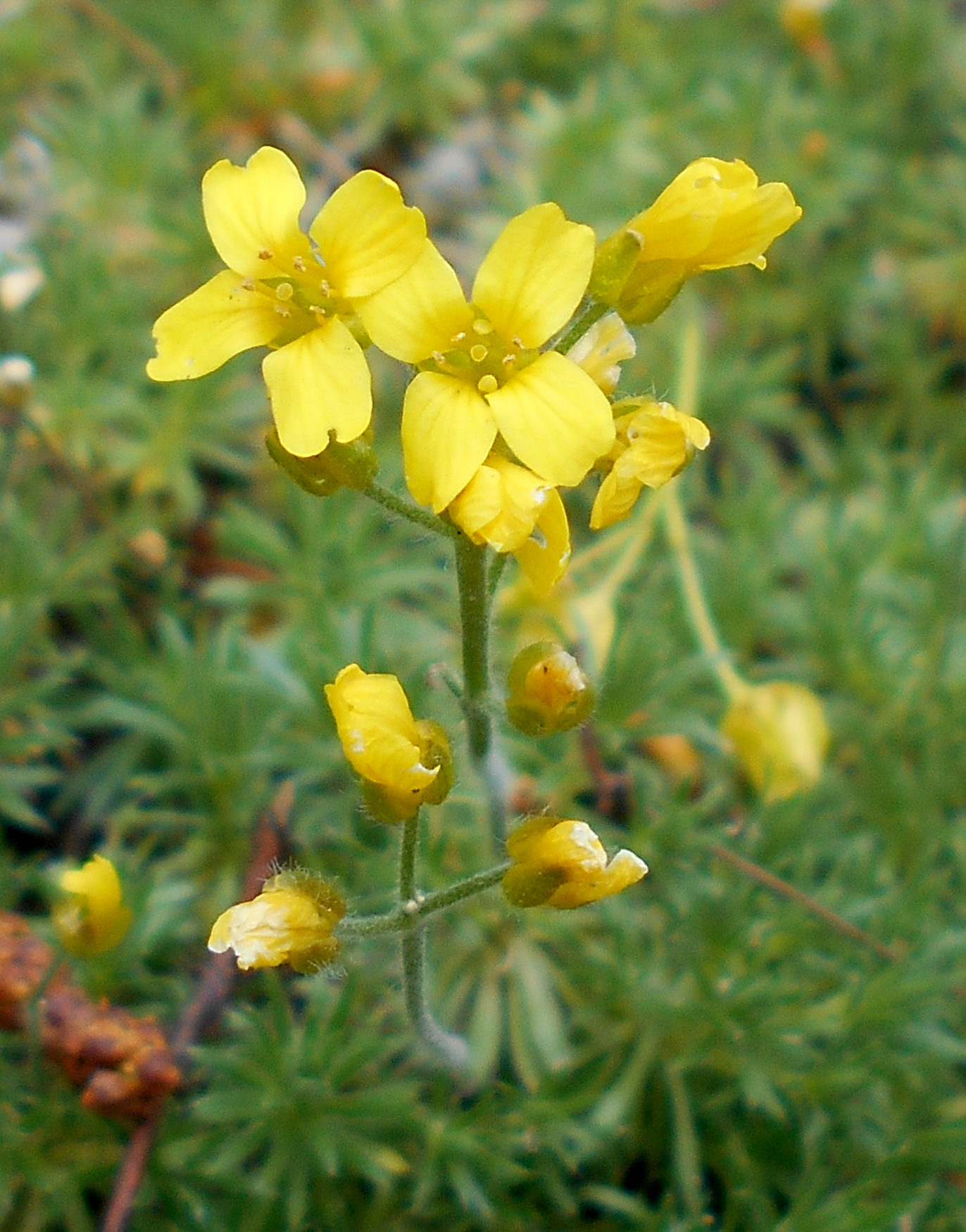
Blütenstand mit vierzähligen Blüten

### Vegetative Merkmale
Das Karpaten-Felsenblümchen ist eine immergrüne, ausdauernde krautige Pflanze und erreicht Wuchshöhen von 8 bis 20 Zentimetern. In dichten Rosetten stehen die ledrigen Laubblätter zusammen, sie weisen eine Länge von bis zu 2 Zentimetern auf. Es sind keine Stängelblätter vorhanden.

### Generative Merkmale
Die Blütezeit reicht von Mai bis Juni. Die traubigen Blütenstände enthalten drei- bis zwanzig Blüten. Die gestielten Blüten sind zwittrig und vierzählig. Die vier gelben Kronblätter sind 4 bis 5 Millimeter lang. Der Griffel ist 2 Millimeter lang.
Die Fruchtstiele sind 5 bis 15 Millimeter lang. Die borstenhaarigen Schötchen sind 6 bis 9 Millimeter lang und oben zugespitzt.
Die Chromosomenzahl beträgt 2n = 16.

## Ökologie
Das Karpaten-Felsenblümchen gehört zum „Grundstock“ der nivalen Flora und ist durch immergrüne, ledrige Laubblätter an extreme Standorte ausgezeichnet angepasst. Die im Herbst vorgebildeten Blüten können auch ohne Schneeschutz überwintern. Bei schlechtem Wetter ist auch Selbstbestäubung möglich. Früchte reifen erst im Winter nach. Das Karpaten-Felsenblümchen zählt daher zu den sogenannten Winterstehern.

## Vorkommen und Gefährdung
Das Karpaten-Felsenblümchen in der Slowakei, Rumänien und der Balkanhalbinsel verbreitet. Zudem ist es in Österreich sehr selten am Alpenostrand. In Österreich gehört das Karpaten-Felsenblümchen zu den stark gefährdeten Arten.
Das Karpaten-Felsenblümchen gedeiht als kalkliebende Pflanze am besten in Felsspalten und Steinschutt bis in die alpine Höhenstufe. Es kommt in Pflanzengesellschaften des Verbands Potentillion caulescentis, in Ungarn auch in Gesellschaften des Verbands Seslerio-Festucion vor.

## Taxonomie
Die Erstbeschreibung von Draba lasiocarpa erfolgte 1810 durch Anton Rochel in Exsicc. (Pl. Hung.). Homonyme für Draba lasiocarpa Rochel sind Draba lasiocarpa Adams und Draba lasiocarpa Rochel ex M. Bieb.